# Municipio de Chester (condado de Howard)
El municipio de Chester (en inglés: Chester Township) es un municipio ubicado en el condado de Howard en el estado estadounidense de Iowa. En el año 2010 tenía una población de 277 habitantes y una densidad poblacional de 3,61 personas por km².

## Geografía
El municipio de Chester se encuentra ubicado en las coordenadas 43°27′53″N 92°22′33″O / 43.46472, -92.37583. Según la Oficina del Censo de los Estados Unidos, el municipio tiene una superficie total de 76.81 km², de la cual 76,81 km² corresponden a tierra firme y (0 %) 0 km² es agua.

## Demografía
Según el censo de 2010, había 277 personas residiendo en el municipio de Chester. La densidad de población era de 3,61 hab./km². De los 277 habitantes, el municipio de Chester estaba compuesto por el 99,28 % blancos, el 0,36 % eran amerindios, el 0,36 % eran de otras razas. Del total de la población el 0,72 % eran hispanos o latinos de cualquier raza.